# Wielki Architekt Wszechświata
Wielki Architekt Wszechświata – określenie, którym w rytuałach i ceremoniach masońskich określany jest Absolut. Jest to odpowiednik platońskiego Demiurga.
Najwcześniejsze odniesienia do Boga pojawiały się jeszcze w manuskryptach wolnomularzy operatywnych (średniowieczne cechy kamieniarzy). Stwierdzenia, że masoni powinni czcić Boga pojawiają się już od wieku XIV (dokument „Old Charges” z 1390 roku zawiera uwagę, że każdy członek cechu „winien kochać Boga i Kościół święty również”). Pojęcie Boga (nie nazywanego jeszcze Wielkim Architektem) dotyczyło wówczas tradycyjnie rozumianego Boga chrześcijańskiego.
Pod koniec XVII w. nastąpiło stopniowe przekształcanie się wolnomularstwa operatywnego w wolnomularstwo spekultatywne (tj. filozoficzne). Loże zmieniały swój charakter i nabierały cech filozoficznych. W tym okresie w filozofii masońskiej zaczęto utożsamiać budowę świątyń (którymi zajmowali się średniowieczni kamieniarze) z symboliczną samodoskonalenia jednostki ludzkiej i tworzenie „świątyni duchowej”.
W lożach wolnomularskich spotykali się przedstawiciele różnych obrządków chrześcijańskich, zwłaszcza protestanckich i katolickich. Do lóż wolnomularskich zaczęto też inicjować przedstawicieli innych wyznań (m.in. żydów). Jednocześnie rozwój idei humanistycznych w duchu oświecenia sprawił, że wolnomularstwem zainteresowali się także agnostycy i wolnomyśliciele. Aby uniknąć napięć wśród braci, wolnomularze uznali, że nie będą precyzować, jakiego Boga mają na myśli. Pozwoliło to na inicjowanie do lóż praktycznie wszystkich poza ateistami.
1723 rok masoni uważają za graniczną datę, wyznaczającą początek wolnomularstwa nowożytnego. 17 stycznia tego roku James Anderson, protestancki pastor i wolnomularz opracował na zlecenie Wielkiej Zjednoczonej Loży Londynu dokument znany potem jako Konstytucje Andersona. Była to kompilacja znanych w tym czasie dokumentów wolnomularzy operatywnych. Została ona uznana za „dokument założycielski masonerii”. W jego pierwszym wydaniu znalazło się następujące stwierdzenie:
Mason powinien, z tytułu swojej przynależności, przestrzegać prawa moralnego i, jeśli dobrze rozumie zasady Sztuki, nigdy nie będzie bezmyślnym ateistą ani libertynem nie uznającym jakiejkolwiek religii.
Wyobrażenie Wielkiego Architekta Wszechświata i jego atrybutów nie było ściśle określone. Większość obediencji wolnomularskich pozostawiło członkom lóż pełną swobodę interpretacji wyobrażeń na temat tego terminu. Loże skandynawskie (Norwegia, Dania, Szwecja) stanęły na gruncie tradycjonalistycznym i uznały, że Wielki Architekt jest tożsamy z Bogiem chrześcijańskim. Loże romańskie, będące pod największym wpływem francuskiej myśli oświeceniowej były bliższe ideom neoplatońskim. Pod koniec XIX wieku jedna z największych i najważniejszych obediencji masońskich – Wielki Wschód Francji wycofał z oficjalnych dokumentów inwokację do Wielkiego Architekta, wprowadzając zapis mówiący, że podstawą wolnomularstwa jest całkowita wolność sumienia i solidarność ludzka.
Doprowadziło to do trwającego do dzisiaj rozłamu w łonie masonerii. Wolnomularstwo anglosaskie (wśród którego najważniejszą obediencją jest Wielka Zjednoczona Loża Anglii), zwane także regularnym uznaje, że wiara w nieśmiertelną duszę i istnienie Wielkiego Architekta (symbolizującego Boga wyznawanej religii dla osób wierzących, zaś dla agnostyków – kosmologiczną siłę sprawczą) jest wymagana dla inicjacji masońskiej. W konsekwencji – loże regularne (konserwatywne) nie inicjują ateistów. Wolnomularstwo romańskie (zwane liberalnym lub adogmatycznym) stoi na stanowisku, że wiara (bądź niewiara) jest indywidualnym przeżyciem człowieka i nie może stanowić przeszkody na drodze masońskiego samodoskonalenia. Niektóre loże mogą stawiać przed kandydatami dodatkowe warunki – np. wyznanie chrześcijańskie, ale jest to raczej rzadkie (występuje głównie w krajach skandynawskich).
Zdaniem przedstawicieli środowisk masońskich, osoby wierzące mogą wstępować do wolnomularstwa (zarówno regularnego, jak i liberalnego); z punktu widzenia lóż zaangażowanie religijne nie stanowi jakiejkolwiek przeszkody (i nie powoduje konfliktu sumienia). Jednakże Kościół katolicki przestrzega swych wiernych o niemożności pogodzenia praktykowanej wiary w Chrystusa z przynależnością do stowarzyszeń masońskich.
W Polsce obediencją regularną jest Wielka Loża Narodowa Polski, a nieregularną Wielki Wschód Polski i „Le Droit Humain”.